# Zschauitz (Seelitz)
Zschauitz ist ein Ortsteil der Gemeinde Seelitz im sächsischen Landkreis Mittelsachsen. Er wurde am 1. Juli 1950 nach Gröbschütz eingemeindet, mit dem der Ort am 1. März 1974 zu Seelitz kam.

## Geographie

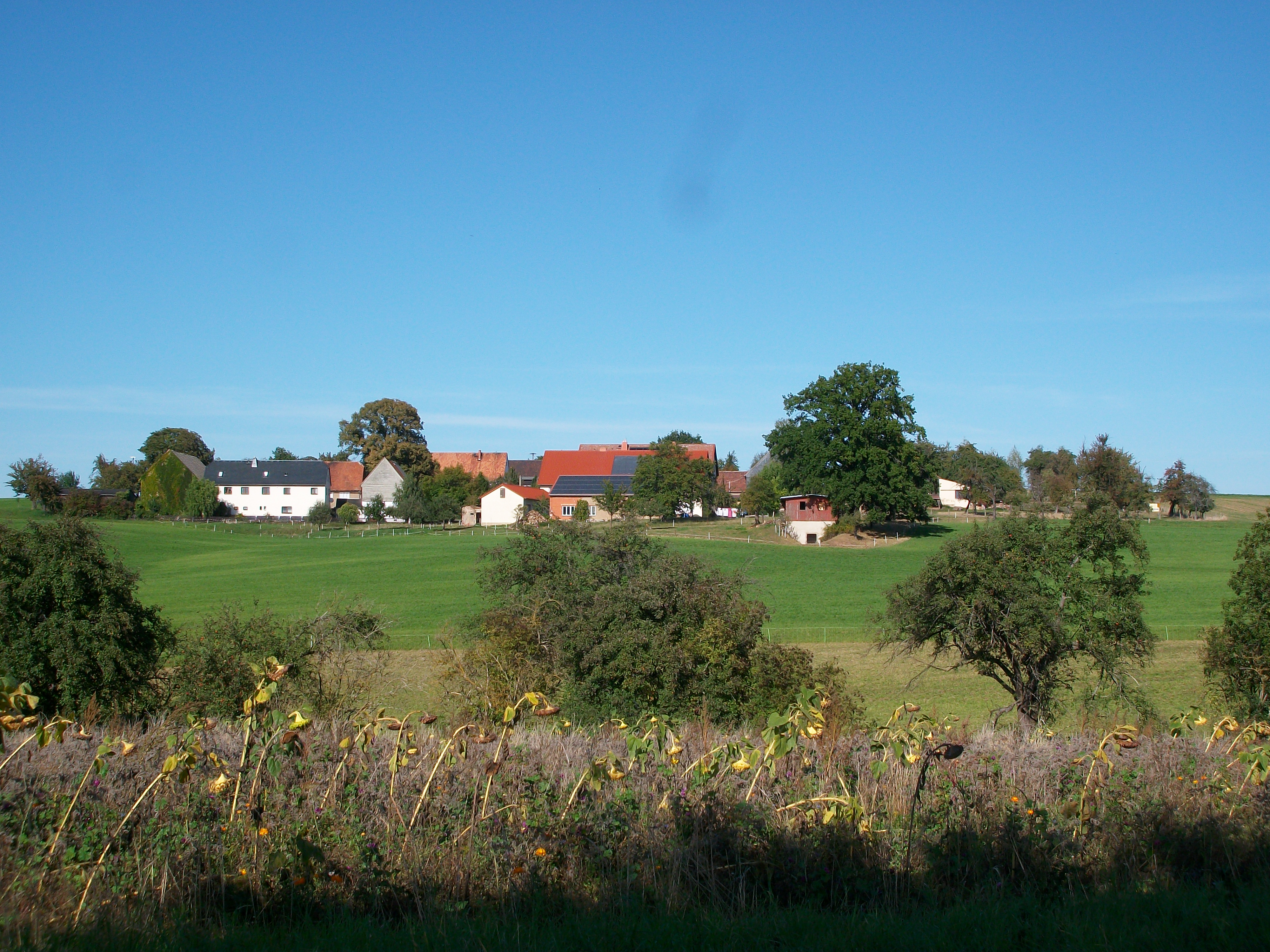
Blick auf Zschauitz

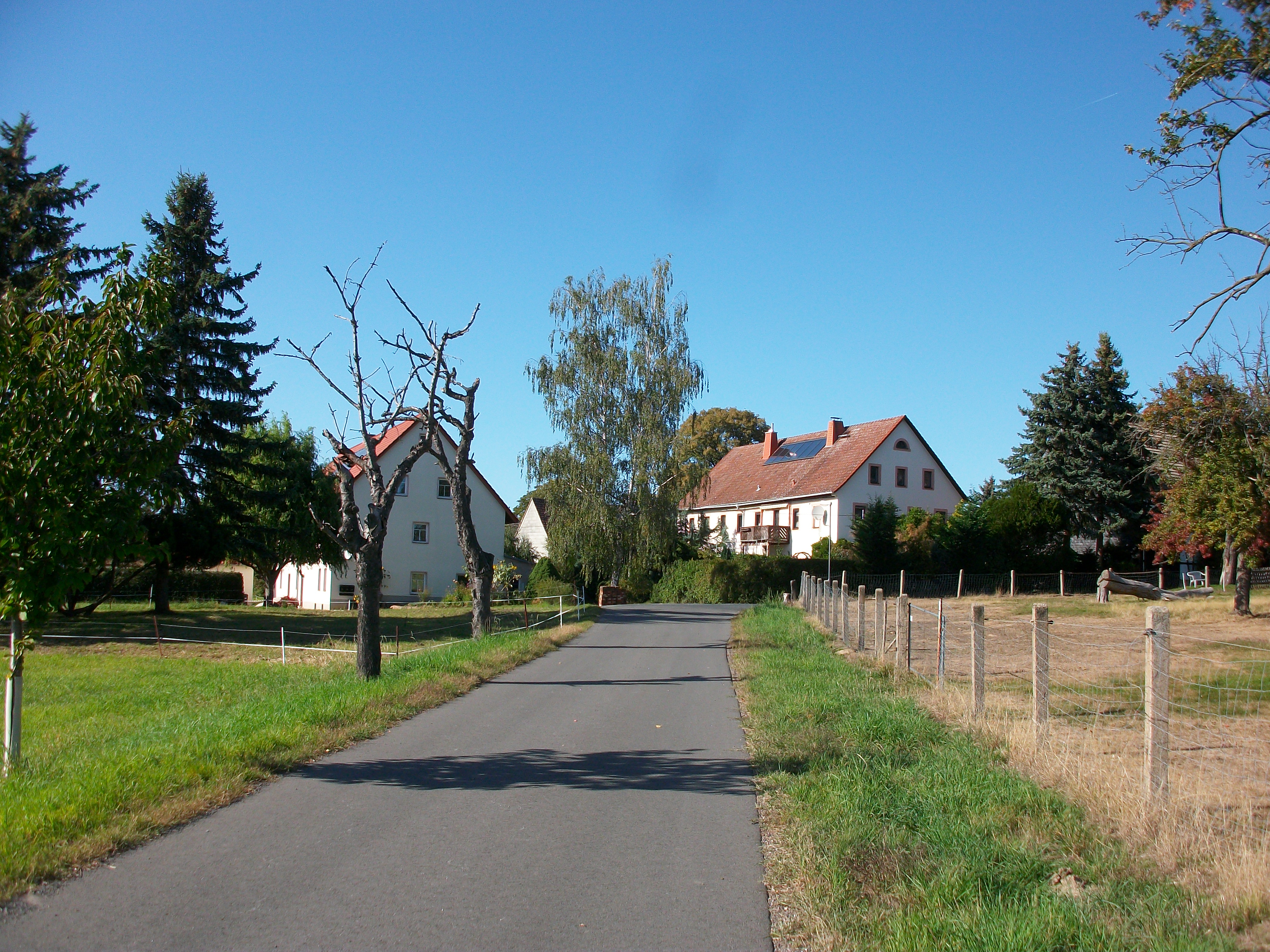
Zschauitz, Ortseingang

### Geographische Lage
Zschauitz liegt im Osten der Großgemeinde Seelitz.

### Nachbarorte
| Gröblitz | Sachsendorf                                 |            |
|          | Kompassrose, die auf Nachbargemeinden zeigt | Gröbschütz |
| Pürsten  | Städten (Kleinstädten)                      |            |

## Geschichte

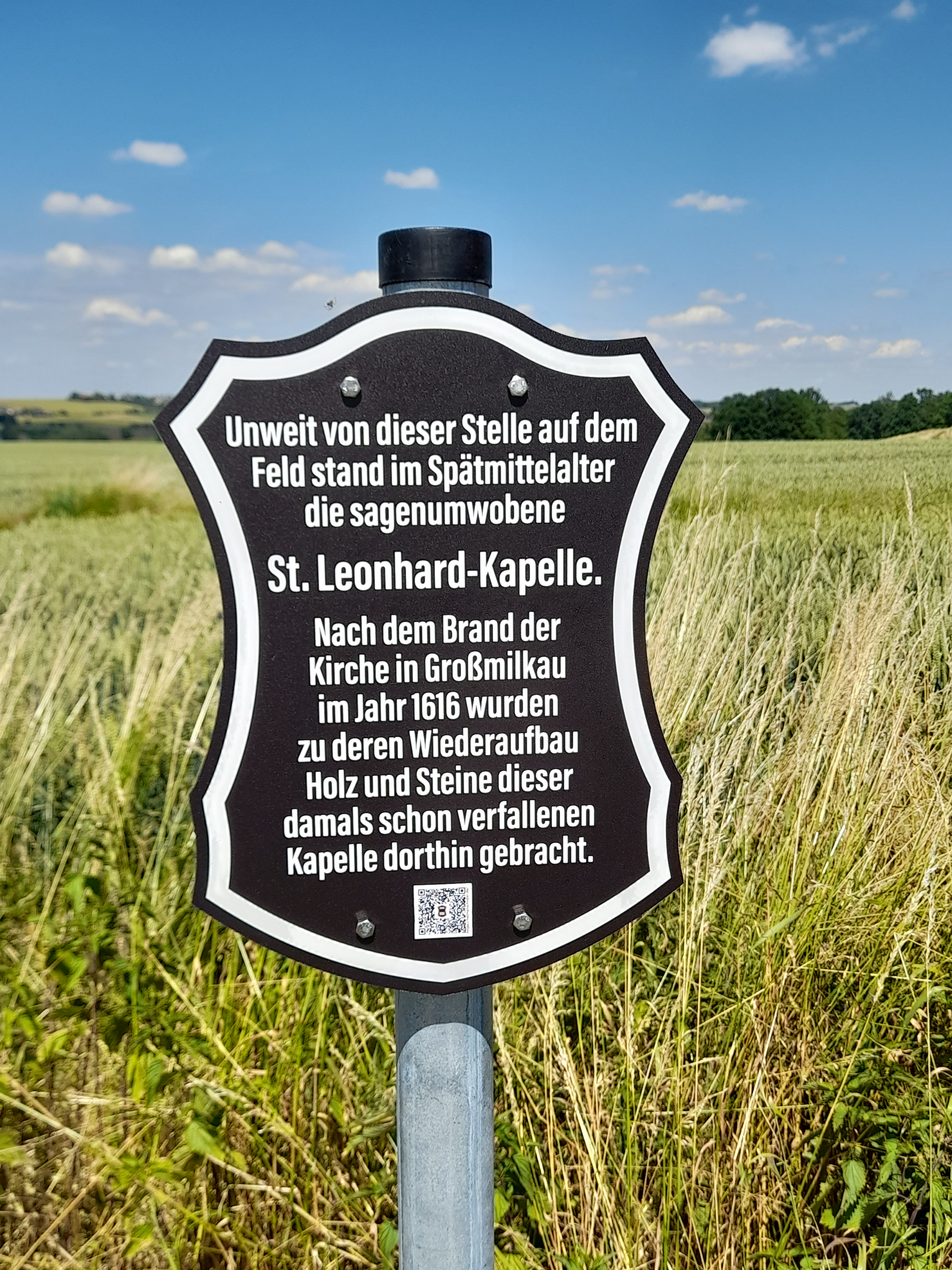
Heimatschilder Erlau, St.-Leonhard-Kapelle (Zschauitz)

Zschauitz wurde im Jahr 1325 als „Schowitz“ erwähnt. Bezüglich der Grundherrschaft gehörte der Ort um 1548 anteilig dem Rat zu Rochlitz, der Pfarre zu Rochlitz und dem Rittergut Gepülzig. Nach 1764 bis 1856 gehörte Zschauitz als Amtsdorf zum kursächsischen bzw. königlich-sächsischen Amt Rochlitz. Kirchlich gehört Zschauitz seit jeher zur Kirchgemeinde Großmilkau, heute zu Milkau. Bei Zschauitz existierte im Spätmittelalter die St.-Leonhard-Kapelle. Nach dem Brand der Kirche von Großmilkau im Jahr 1616 wurden die Steine der zu dieser Zeit schon verfallenen Zschauitzer Kapelle zum Wiederaufbau des Milkauer Gotteshauses genutzt.
Bei den im 19. Jahrhundert im Königreich Sachsen durchgeführten Verwaltungsreformen wurden die Ämter aufgelöst. Dadurch kam Zschauitz im Jahr 1856 unter die Verwaltung des Gerichtsamts Rochlitz und 1875 an die neu gegründete Amtshauptmannschaft Rochlitz.
Zschauitz wurde am 1. Juli 1950 nach Gröbschütz eingemeindet, mit dem der Ort am 1. März 1974 zur Gemeinde Seelitz kam. Durch die zweite Kreisreform in der DDR im Jahr 1952 wurde Zschauitz als Ortsteil der Gemeinde Gröbschütz bzw. Seelitz dem Kreis Rochlitz im Bezirk Chemnitz (1953 in Bezirk Karl-Marx-Stadt umbenannt) angegliedert, der ab 1990 als sächsischer Landkreis Rochlitz fortgeführt wurde und 1994 im neu gebildeten Landkreis Mittweida bzw. 2008 im Landkreis Mittelsachsen aufging.